# Педерота
Педеро́та, или бонаро́та (лат. Paederóta) — небольшой род двудольных цветковых растений, включённый в семейство Подорожниковые (Plantaginaceae).

## Название
Название Paederota было впервые употреблено Карлом Линнеем в 1737 году. Происхождение этого названия не установлено, возможно, оно образовано от др.-греч. παιδερωτος.

## Ботаническое описание
Род объединяет многолетние травянистые растения с голыми или покрытыми белым опушением листьями и стеблями. Листья цельные, расположенные супротивно, с зазубренным краем.
Цветки с прицветниками, расположены на концах побегов в колосовидных кистях. Чашечка состоит из пяти неравных долей. Венчик с цилиндрической трубкой, двугубый, верхняя губа обычно цельная, нижняя разделена на три доли. Окраска цветков может быть синей или светло-жёлтой, редко розовой. Тычинки в количестве 2. Пестик с головчатым рыльцем.
Плод — коробочка с многочисленными семенами, при созревании продольно разделяющаяся на две части.

## Ареал
В естественных условиях виды рода Педерота произрастают только в восточных Альпах.

## Таксономия
|  |                                      |  |                                                         |                                                         |                          |  | ещё 22 семейства (согласно Системе APG III) |                     |                     |        |
|  |                                      |  |                                                         |                                                         |                          |  |                                             |                     |                     | 2 вида |
|  |                                      |  |                                                         | порядок Ясноткоцветные                                  |                          |  |                                             |                     | род Педерота        |        |
|  |                                      |  |                                                         | порядок Ясноткоцветные                                  |                          |  |                                             |                     | род Педерота        |        |
|  | отдел Цветковые, или Покрытосеменные |  |                                                         |                                                         | семейство Подорожниковые |  |                                             |                     |                     |        |
|  | отдел Цветковые, или Покрытосеменные |  |                                                         |                                                         |                          |  |                                             |                     |                     |        |
|  |                                      |  | ещё 58 порядков цветковых растений (по Системе APG III) | ещё 58 порядков цветковых растений (по Системе APG III) |                          |  |                                             | ещё около 120 родов | ещё около 120 родов |        |
|  |                                      |  |                                                         | ещё 58 порядков цветковых растений (по Системе APG III) |                          |  |                                             |                     | ещё около 120 родов |        |

### Синонимы
- Bonarota P.Micheli ex Adans., 1763

### Виды
- Paederota ageria L., 1767
- Paederota bonarota (L.) L., 1758